# Haplogroupe H (ADNmt)

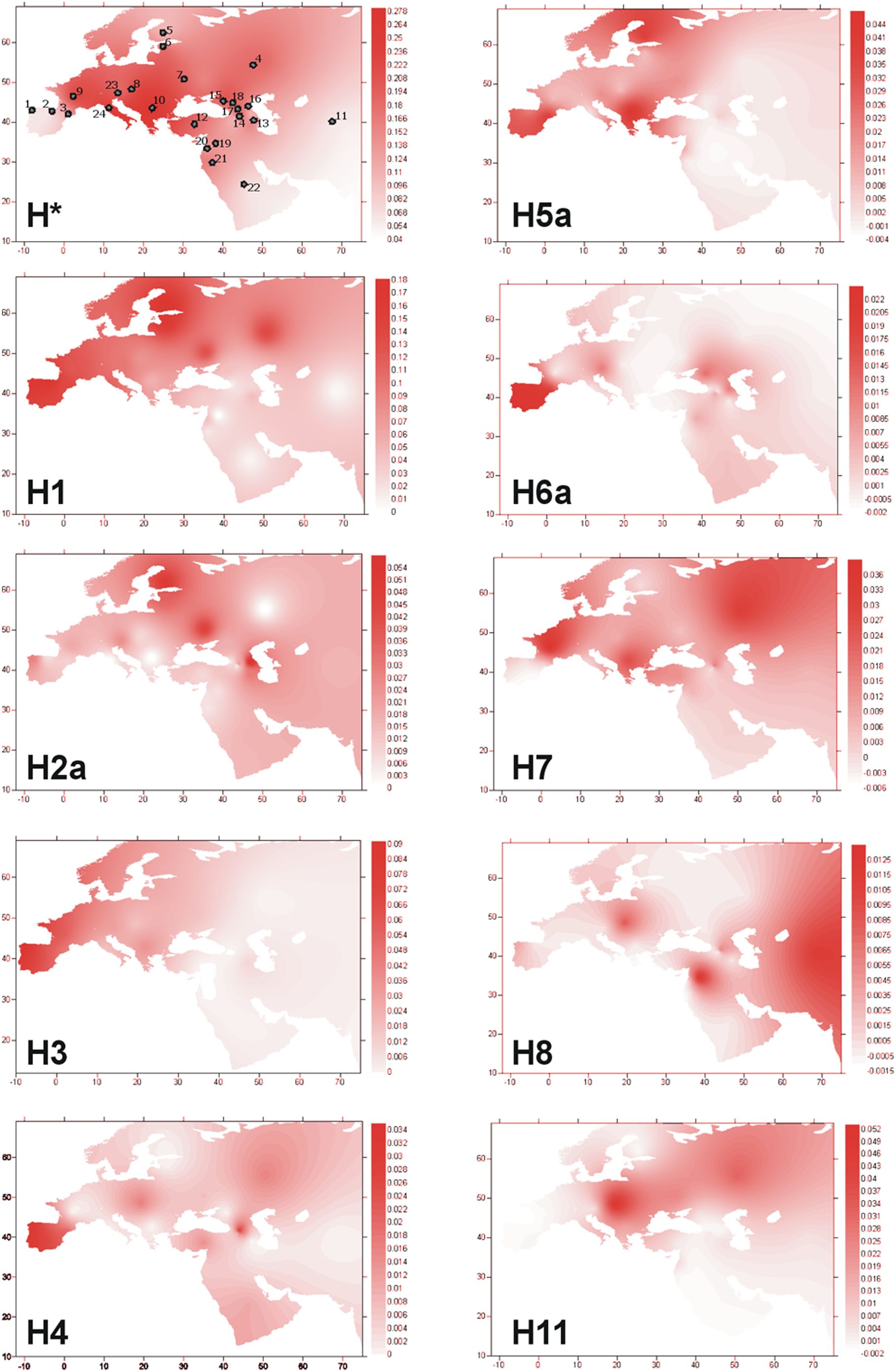
Fréquence des haplogroupes H*, H1, H2a, H3, H4, H5a, H6a, H7, H8 and H11 en Eurasie, hors Îles britanniques

Pour les articles homonymes, voir Haplogroupe H.
L'haplogroupe H est un haplogroupe du génome mitochondrial humain (ADNmt). Il est particulièrement répandu en Europe, où 40 % des habitants seraient de cet haplogroupe, mais on le trouve aussi tout autour de la Méditerranée et dans le Caucase, avec des poussées vers l'Afrique de l'Est et vers l'Asie centrale.
Il existe différents sous-clades de H.

## Histoire
L'haplogroupe H s'est d'abord développé dans le nord du Moyen-Orient et le sud du Caucase il y a entre 33 000 et 26 000 ans. Les haplogroupes de la péninsule ibérique suggèrent que le clade a atteint l'Europe avant le dernier maximum glaciaire, il y a peut-être environ 25 000 ans. L'haplogroupe H s'est également répandu dans certaines parties de l'Afrique, de la Sibérie et de l'Asie centrale. Aujourd'hui, environ 40 % des lignées maternelles en Europe appartiennent à l'haplogroupe H.
Particulièrement présent sur la rive atlantique de l'Europe (jusqu'à 50 % de la population chez les Basques notamment), ainsi qu'en Sardaigne et dans le sud de la péninsule Scandinave, l'haplogroupe H s'étend jusqu'au Maghreb et en Europe de l'est, quoique dans une moindre mesure (autour de 10 %).
Napoléon Ier, empereur des Français (1769-1821) et la reine Victoria sont porteurs de cet haplogroupe.

## Distribution
Les schémas phylogéographiques des sous-haplogroupes H1 et H3 ressemblent beaucoup à ceux de l'haplogroupe V. Les phylogénies en forme d'étoile, la répartition géographique et l'âge approximatif des trois clades suggèrent qu'ils ont tous participé à une expansion majeure du sud-ouest vers le nord-est de l'Europe, il y a environ 12 000 à 14 000 ans. H1 et H3 représentent environ 65 % des lignées d'haplogroupe H dans la péninsule Ibérique, environ 46 % dans le nord-ouest, environ 27 % dans les pays d'Europe centrale et orientale et environ 5 % à 15 % au Proche-Orient et dans le Caucase, puis jusqu'à zéro dans le Golfe. Ces deux sous-clades seraient ainsi associés à l'expansion magdalénienne depuis la péninsule Ibérique au cours du Tardiglaciaire, il y a environ 14 600 ans. Les sous-clades H1 et H3 de l'Haplogroupe H (2706, 7028) ont été beaucoup plus étudiés que les autres.
Les haplogroupes H2, H6 et H8 sont assez communs en Europe de l'Est et dans le Caucase. Ils sont sans doute les sous-clades H les plus communs parmi les Asiatiques centraux et ont également été trouvés en Asie occidentale.
Les trois sous-clades H4, H7 et H13 sont assez rares. Ils sont présents à la fois en Europe et dans l'ouest de l'Asie.

## Sous-clades
- H1 (3010) englobe une fraction importante des lignées d'ADNmt d'Europe occidentale et atteint son maximum parmi les Basques contemporains (27,8 %). Le clade est également présent à des fréquences élevées ailleurs dans la péninsule Ibérique et au Maghreb. La fréquence des haplogroupes est supérieure à 10 % dans de nombreuses autres régions d'Europe (France, Sardaigne, îles Britanniques, Alpes, grandes parties de l'Europe de l'Est) et dépasse 5 % sur presque tout le continent. Son sous-groupe H1b est le plus répandu en Europe orientale et dans le nord-ouest de la Sibérie.

Une centaine d'individus sur 3750 appartenant au sous-groupe H1 présentent une régression appelée Back Mutation. Pour autant, il ne s'agit pas d'un groupe d'individus (cluster) pouvant donner lieu à la formation d'un sous-clade. Il s'agit d'une mutation d'acides aminés et de nucléotoides de l'ADN qui voit la cysteine (C) remplacée par la thréonine (T), dans les codons.
En 2010, la fréquence la plus élevée du sous-groupe H1 a été constatée chez les Touareg vivant dans la région du Fezzan, en Libye (61 %). L'haplogroupe H1* basal a été trouvé chez les Touaregs habitant dans la région de Gossi, au Mali (4,76%).
- - H1a : découvert un peu partout en Europe et dans des sites néolithiques en Espagne.
  - H1b : le plus répandu dans le Nord-ouest de la Sibérie, présent en Europe centrale.
  - H1c : présent en Europe de l'est, et dans le Nord-ouest de l'Asie.
  - H1d
  - H1e
  - H1f : particulièrement présent en Finlande.
  - H1g : particulièrement présent dans les pays germanophones.
  - H1o
  - H1p

- H2 (1438). L'haplogroupe H2b semble lié à la diffusion des Indo-Européens en Asie du Sud. Daté d'environ 6 200 ans avec une probable origine en Europe de l'Est, ce sous-clade inclut notamment deux individus anciens des cultures Yamna et de Sroubna[3].
  - H2a
    - H2a3 : présent au Kenya.
    - H2a5 a été trouvé au Pays Basque, en Espagne ainsi qu'en Norvège, en Irlande et en Slovaquie.

  - H2b

- H3 (6776) est présent dans toute l'Europe et au Maghreb, mais n'existe pas en Extrême-Orient. On pense qu'il est né parmi les chasseurs-cueilleurs mésolithiques du sud-ouest de l'Europe il y a 9 000 à 11 000 ans. H3 représente la deuxième plus grande fraction de l'haplogroupe H après H1 et présente une distribution assez similaire, avec des pics en Espagne, au Portugal, en Scandinavie et en Finlande. Il est courant au Pays Basque (13,9%), en Cerdagne (8,5%), en Galice (8,3%), plus rare en Hongrie (6%), au Portugal et dans le Béarn (moins de 5%).
  - H3a
  - H3b
  - H3c
  - H3d

- H4 (3992, 5004, 9123). Le sous-haplogroupe H4 est  essentiellement présent en Europe de l'ouest et en Europe centrale, mais aussi au Moyen-Orient et dans le Caucase. Il représente 12 % de la population des Séfarades, 9 % des Islandais et 8 % des Berbères. Il est aussi présent à plus de 5 % en Sardaigne, dans l'ouest de la Turquie, en Bulgarie, en Pologne, en Lituanie, au Danemark, dans le sud de la Norvège, dans le sud de la Suède et en Irlande. Il est faiblement présent en Grande-Bretagne, en France, en Belgique, en Allemagne, en Italie, en Hongrie, en République tchèque et en Ukraine. Il est Inexistant en Grèce, en ex-Yougoslavie, en Roumanie et en Moldavie, et en Russie. H4 et H13, comme H2 concourent à 42 % des lignées de l'haplogroupe H en Égypte.
  - H4a : remarqué dans la culture de la céramique cardiale du Néolithique, au Portugal et en Espagne, ainsi que lors de l'âge du bronze en Lettonie. .
    - H4a1 : La distribution moderne du H4a1 est rare et sporadique et a été identifiée dans des zones comme les îles Canaries, le sud de la péninsule ibérique et le Liban[4]. Le variant H4a1a1 a été observé aux bords de l'Atlantique Nord et a été signalé dans des échantillons anciens provenant de contextes de la culture campaniforme et de la culture d'Unétice en Allemagne, ainsi que dans la Bulgarie de l'âge du bronze.

  - H4b : observé en Iran.

- H5 est fréquent dans le Caucase, mais a une présence plus faible autour de la Méditerranée, et une fréquence plus élevée de l'Anatolie jusqu'aux Alpes via le Danube, ce qui laisse entrevoir un lien possible avec la propagation de l'agriculture (G2a, etc.) ou des Indo-Européens haplogroupes de R1b-L23. L'haplogroupe H5 s'étend lui aussi à travers l'Europe et autour de la Méditerranée jusqu'au Moyen-Orient, mais il est particulièrement représenté dans les Alpes, dans le pays de Galles, en Slovaquie ou encore en Lettonie, sans dépasser toutefois 10 % des populations. Une sous-population de la région franco-cantabre d'haplogroupe H5+16192 pourrait être autochtone du nord de l'Espagne en particulier des Asturies. Celle-ci est une région très montagneuse historiquement isolée jusqu'au XXe siècle. L'haplogroupe H5+16192 représente 1,86 % de sa population asturienne et environ 25 % de ceux qui partageraient la mutation en question.
  - H5a
    - H5a1 : Le sous-clade H5a1-T152C! débute en Finlande, et se trouve parmi les habitants actuels de Normandie ayant une ascendance viking[5].

  - H5c
    - H5c2 : les juifs ashkénazes constituent la majorité des porteurs modernes de l'haplogroupe mitochondrial H5c2[6].

- H6 : voir H2
  - H6a
  - H6b

- H7 est fréquent dans le Caucase, mais notablement moins répandu que H5. Présence rare en Norvège
  - H7a
  - H7b
  - H7c
    - H7c1 est présent chez les Druzes et en Arabie Saoudite[7].
    - H7c2 est présent chez les Juifs ashkénazes, les Sardes, et les Néerlandais, parmi d'autres populations[7].

  - H7d
  - H7e est présent chez les Juifs ashkénazes, les Allemands, les Sardes, et autres[8].

- H8 : voir H2

- H9

- H10 est âgé de 6 300 à 10 900 ans. Ses branches descendantes sont H10a, H10b, H10c, H10d, H10e, H10f, H10g, et H10h[9]. L'Haplogroupe H10e a été découvert sur un site datant du Néolithique, la grotte Bom Santo, près de Lisbonne, au Portugal. C'est le plus vieil échantillon de H10 jamais découvert, daté de 3735 av. J.-C., à 45 ans près[10].

- H11 s'observe plus fréquemment en Europe centrale[11].
  - H11a

- H12

- H13 se rencontre aussi dans le Caucase.
  - H13a
  - H13c a été découvert dans un échantillon de 9 700 ans dans un site datant du Mésolithique, en Géorgie[12].

- H14 se rencontre en populations du nord-ouest de l'Europe, comme celle de l'Irlande[13].
  - H14a est présent chez les Arméniens de la Turquie[14], les Sardes[15], les Juifs de Iran et les Juifs de Irak[16].
    - H14a2 est présent parmi les Roms de Espagne[17] et les Croates[18] et s'est répandu en Iran[13].

  - H14b existe dans de nombreuses populations en Europe et en Asie occidentale, y compris parmi les Assyriens[19], Persans[20] et les Arméniens de Iran[21] et peuples en la région Toscane en Italie centrale[22], en Suisse, en Allemagne, en Irlande, en Espagne et au Qatar[13].
    - H14b1 est particulièrement représenté en France mais on le trouve aussi dans le pays voisin de Monaco et en Écosse[13].
    - H14b3 existe parmi les Arméniens de Haut-Karabagh[23] et les habitants de Arménie, la Turquie, l'Arabie saoudite, Italie et Écosse[13].
    - H14b4 est en Italie et en Allemagne[13].

- H15
  - H15a
    - H15a1
      - H15a1b est présent chez les Grecs[24].

  - H15b est présent chez les Arméniens, les Druzes, les Juifs ashkénazes, les Danois et autre peuples de l'Europe et le Moyen-Orient[25].

- H16
  - H16a

- H17

- H18 se rencontre dans la péninsule arabique[26].

- H19

- H20. On observe ces deux haplogroupes essentiellement dans le Caucase[27]. H20 apparaît aussi faiblement dans la péninsule ibérique, où il représente moins de 1% et dans la péninsule arabique (1 % également) ainsi qu'au Moyen-Orient (2 %)[26].
  - H20a

- H21 : voir H20

- H22 et H95a : Présents essentiellement en Europe, en Asie du sud-Est and ainsi qu'en Asie centrale.

- H23

- H24 est présent en France, Espagne (y compris parmi les Roms de ce pays[28]), Allemagne, Irlande, Ecosse et Angleterre[13].

- H25

- H30

- H45 se rencontre en Irlande et en Espagne[13].
  - H45a se trouve principalement en Finlande[29] mais également rencontré en Suède[13].
  - H45b est présent en Europe occidentale, y compris en Irlande[30], Écosse, Angleterre et Allemagne[13].

- H47 est présent en Syrie et en Italie. Il se trouve chez les Arméniens. Il est rare parmi les Juifs ashkénazes[31].
  - H47a se trouve exclusivement en Europe, comme en Angleterre, en Irlande, en Tchéquie et en Bulgarie[13].

- H53 (H53*, H53a, H53b, H53b1, H53c, H53d)
- H69 se trouve exclusivement en Europe. Les populations qui l'ont comprennent les Finnois[32] et le peuple irlandais[33] et les habitants de Suède, Allemagne et Suisse[13].

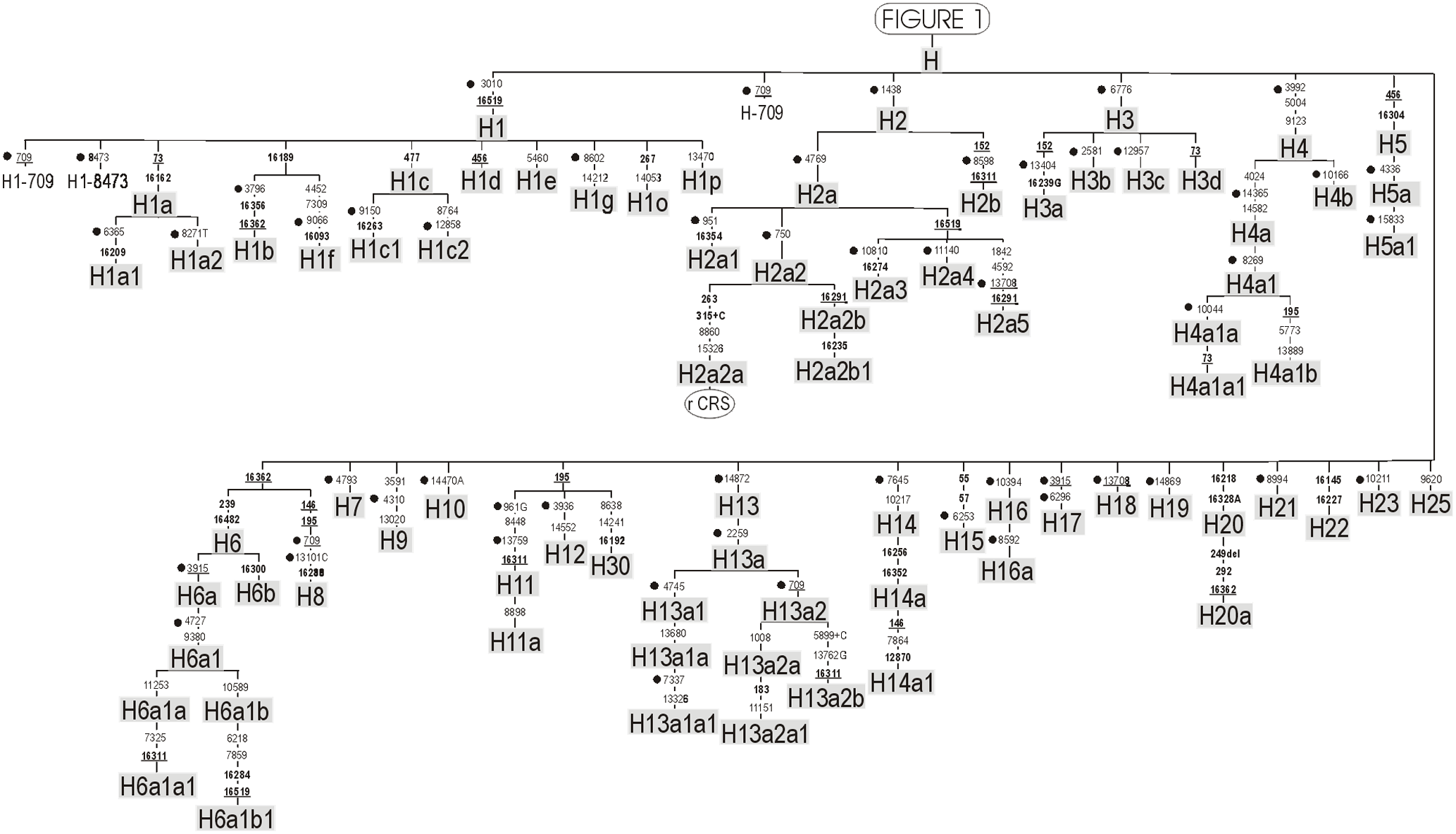
Arbre phylogénétique de l'haplogroupe H

## Arborescence
Cet arbre phylogénétique des sous-clades de l'haplogroupe H est basé sur Build 17 (février 2016) du Phylotree, une norme internationalement acceptée. L'arbre complet peut être consulté sur le site Phylotree.
| Arbre phylogénétique de l'haplogroupe H |
| - HV - H - H1 - H2 - H3 - H4 - H5'36 - H6 - H7 - (T195C!) - (T146C!) - H8 - H31 - H11 - H12 - H91 - H108 - (T152C!) - H9 - H32 - H46 - H52 - H69 - H103 - H107 - H10 - H13 - H14 - H15 - H16 - H-G16129A! - H17 - H27 - H18 - H20 - H21 - H22 - H23 - H24 - H25 - H26 - H28 - H29 - H30 - H33 - (C16291T) - H34 - H64 - H85 - H35 - H39 - H40 - H41 - H42 - H43 - H44 - H45 - H47 - H48 - H49 - H50 - H51 - H53 - H54 - H55 - H56 - H57 - H58 - H59 - H60 - H61 - H62 - H63 - H65 - H66 - H67 - H70 - H71 - H72 - H73 - H74 - H75 - H76 - H77 - H78 - H79 - H80 - H81 - H82 - H83 - H84 - H86 - H87 - H88 - H89 - H90 - H92 - H93 - H94 - H95 - H96 - H100 - H101 - H102 - H104 - H105 - H106 |
| --- |